# Kreuzwarteküppel

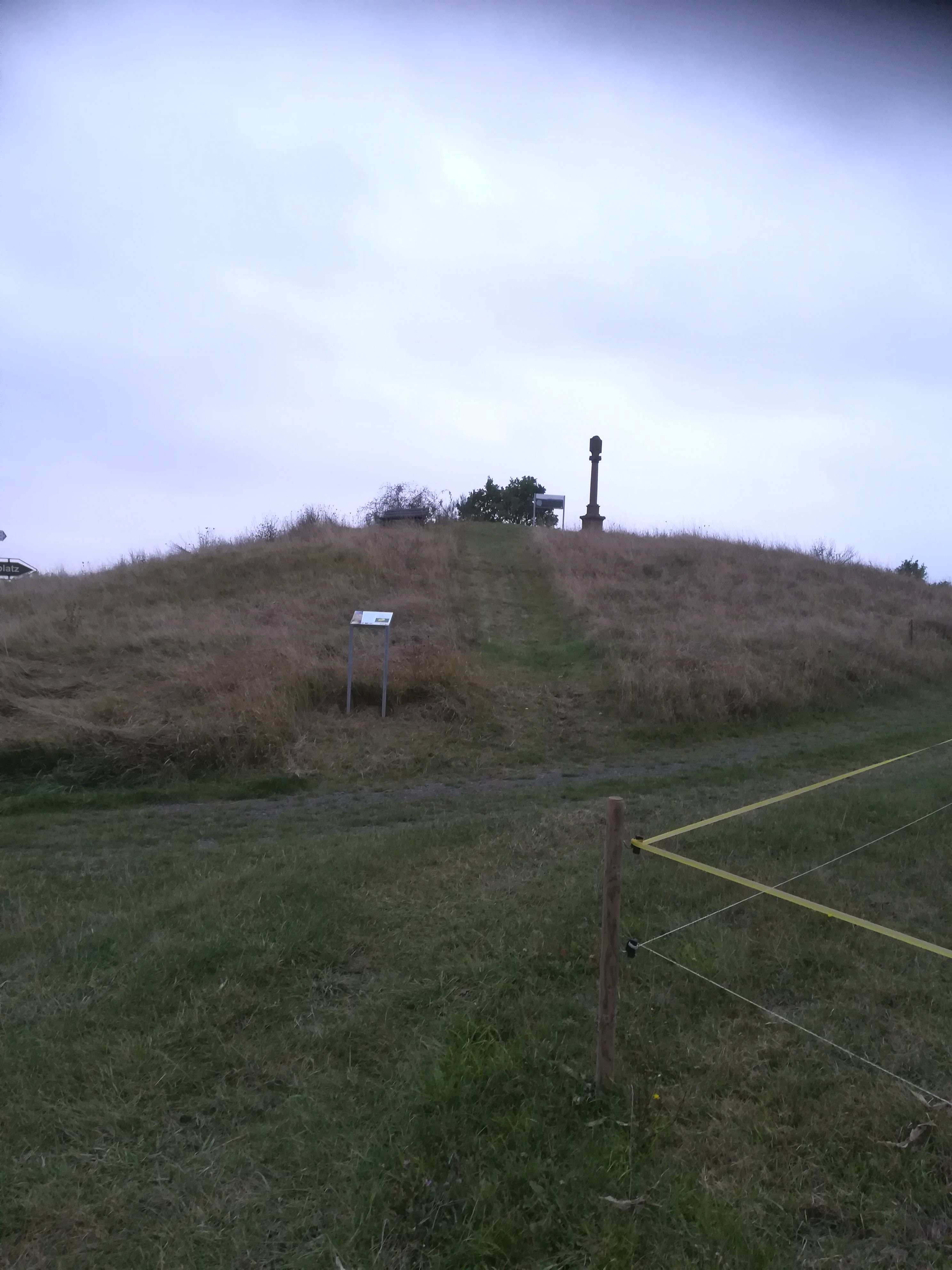
Blick auf den Kreuzwarthügel

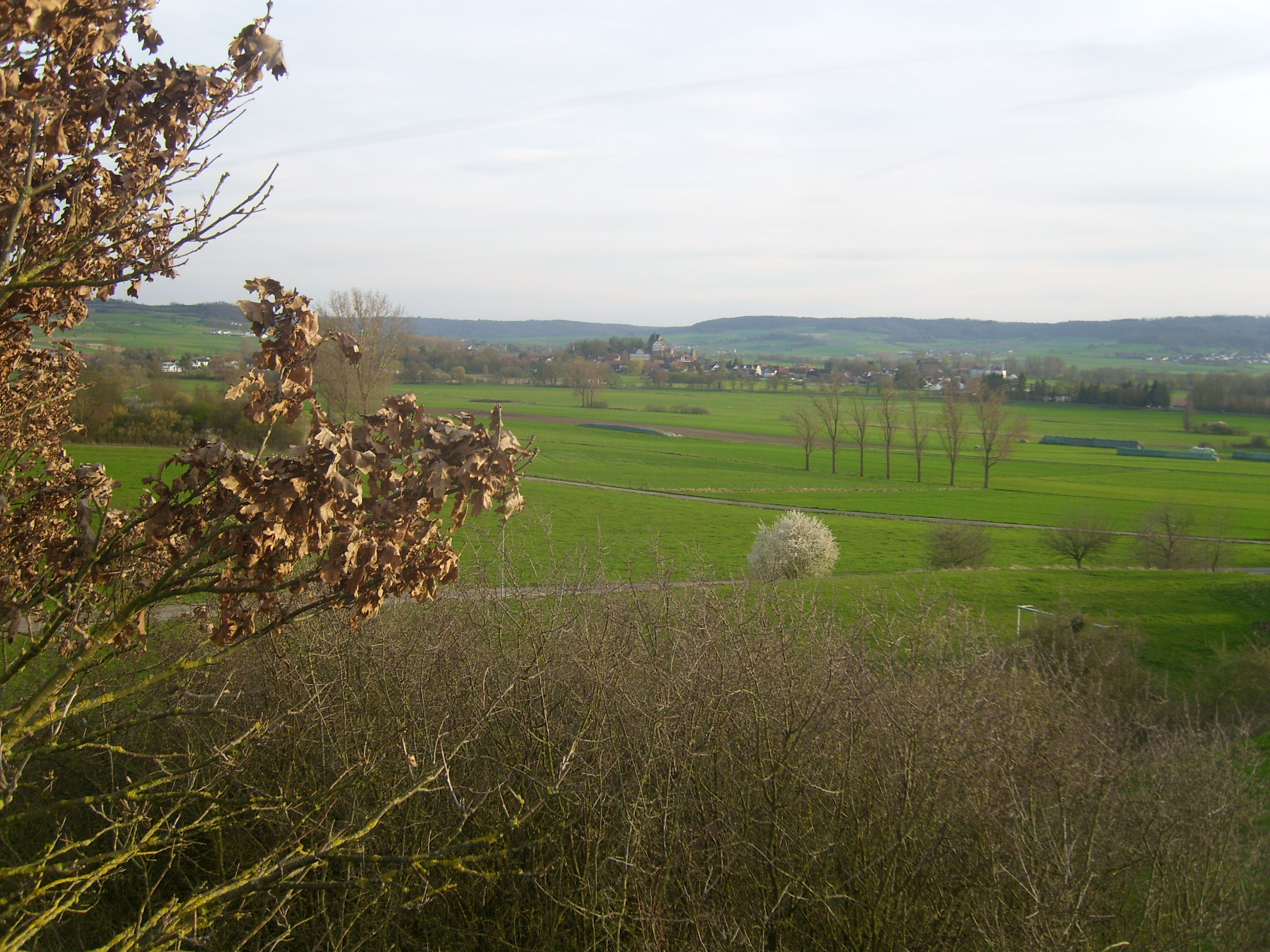
Blick auf Schweinsberg und das südöstliche Amöneburger Becken

Der Kreuzwarteküppel, auch  Kreuzwarthügel (siehe Infotafel), bisweilen auch nur Warthügel genannt, ist eine kleine Anhöhe am Ostrand des Amöneburger Beckens und der Ortschaft Rüdigheim, die zur Stadt Amöneburg gehört. Der Hügel ist 235,3 m ü. NHN hoch und erhebt sich dadurch rund 30 Meter über dem Dorf Rüdigheim. Mit seinem Magerrasen unmittelbar am Ortsrand bietet er wundervolle Ausblicke über Rüdigheim auf die Amöneburg und die Mardorfer Kuppe sowie ins Ohmtal. Der in 2006 durch einen Blitz zerstörte jahrhundertealte Bildstock auf dem Warthügel wurde nach seinem alten Vorbild erneuert. Jährlich findet hier eine Kreuzprozession der örtlichen Kirchengemeinde statt.
Der Berg ist Etappe von zwei offiziellen Wanderwegen der Stadt Amöneburg, der zwölf Kilometer langen Geotour „Kreuz & Quer“ und seit 2016 der neuen, rund fünf Kilometer langen Geotour „Stock & Stein“. Der Wanderweg "Kreuz & Quer" führt, ausgehend vom Kreuzwarthügel über die Brücker Mühle bis zum Schweinsberger Moor und wieder zurück nach Rüdigheim.

## Geologie
Der Kreuzwarthügel ist, ebenso wie die benachbarten und wesentlich bekannteren Basaltkuppen Amöneburg und Schweinsberg, vulkanischen Ursprungs.

## Trivia
Ein Kuriosum ist, dass der nur 100 Meter nordwestlich gelegene Mittlere Steinwartshügel mit rund 240,7 Metern sogar etwas höher als der Kreuzwarthhügel ist, aber bei weitem nicht dessen Bekanntheit aufweist.